# Aïn Lechiakh
Ain Lechiakh là một đô thị thuộc tỉnh Aïn Defla, Algérie. Dân số thời điểm năm 2002 là 12.119 người.